# Baglyasalja
Baglyasalja Salgótarján egyik városrésze. 1950-ben csatolták a városhoz.

## Földrajza

### Tömegközlekedése
Helyközi autóbuszvonalakː
1010, 1020, 1021, 1305, 1307, 1351, 1384, 1447, 3052, 3055, 3064, 3070, 3080, 3126
Helyi autóbuszvonalak: 4, 4A, 14, 46, 3C. 

### Elhelyezkedése
Baglyasalja egy szűk, V alakban mélyedő völgyben helyezkedik el. Ezt a völgyet a Baglyas-patak mélyítette ki. A kimélyítés következtében alakult ki ez a 6 kilométer hosszú és 100 méter mély völgy, mely a Cserhátba fúródik bele, s az etesi völgykatlantól egy kisebb vízválasztó hegy választja el. Ez a völgyzáró gát feltöltődéssel keletkezett.
Legdélebbi fekvésű házai közvetlenül a 21-es főút felüljárója mellett helyezkednek el, a legészakabbiak viszont jó három kilométerrel feljebb, a hegyek között. Főutcája – a Baglyasi út, majd Petőfi út – a 2307-es útból (Rákóczi út) ágazik ki.
Viszonylag közel helyezkednek el hozzá északnyugati irányban Etes, északi irányban pedig Karancsalja községek, de egyikkel sincs közúti kapcsolata.

### Éghajlata és vízrajza
A Karancs-Medves hegység vidékének éghajlatára a kontinentalitás a jellemző. Az atlanti-óceáni, a kontinentális és a földközi-tengeri éghajlati elemek hatása érződik itt. Az enyhe, csapadékos, mérsékelt nyárban, a szabályos csapadékeloszlásban az atlanti hatás; a hideg télben, a kora nyári csapadékcsúcsban a kontinentális; a száraz, forró nyárban, az őszi-téli esőkben a földközi-tengeri légtömegek hatása nyilvánul meg. Az évi középhőmérséklet 1–2 °C-kal elmarad a 10 °C-os országos átlagtól. A Karancs-vidék évi csapadéka 550–600 mm, a Karancson és a magasabb hegyek nyugati lejtőin 650–700 mm. A vidék uralkodó szele az északnyugati, a keleti lejtőkön gyakori az északkeleti. A napsütéses órák száma évi átlagban 1800.
A Karancs-Medves hegység vízrajzi jelentősége nagy, mivel a Duna-Tisza közötti vízválasztó a Cserhát felől itt halad át. Baglysalja Salgótarján elhelyezkedésének okából vízválasztó szerepet is betölt. Igaz Bagylasalja völgykatlanban helyezkedik el, így vízelvezető szerepben is részt vesz, mivel a Baglyas-patak vizét vezeti le a völgyben.

### Növény- és állatvilág
A településrész állat és növényvilága megegyezik a Mátráéval. Főleg a tölgy és a bükk a jellemző fafajta. A betelepített fafajok a juharfa és az erdeifenyő.
Az állatvilág a környékre a legjellemzőbb. Főleg a vaddisznó a róka a főbb emlősök, de előfordul az őz is. A madarak közül az énekesmadarak a legelterjedtebbek. Itt is jellemző a madarak hajnali 4-től reggel 9-ig tartó csiripelése.

## Története
A középkorban is létező település. Felette magasodott Bagolykővár. Innen ered a neve (Bagolykőváralja, Baglyos, Baglyasalja).
Baglyasalja eredetileg a Kacsics nemzetség ősi birtoka volt. A vár alatt elterülő helységet először 1341-ben említették az oklevelek Bagloch alakban.
A Kacsics nemzetség hollókői (Illés) ága építette a falu felett magasodó ősi várat, amely a 14. század elején Péter fiai Mihály, Péter, Leusták, Mikó és Jákó birtoka volt, de ők Csák Máté pártjára álltak,  és a várat 1310-ben neki átadták.
1324-ben, Csák Máté hatalmának megtörése után Károly Róbert király a várat Szécsényi Tamás vajdának adományozta.
E várról már az 1327-ben és 1341-ben kelt oklevelek is megemlékeztek.
A vár a 15. században 1455-ben elpusztult, de romjai máig is láthatók. 1455-ben, a vár elpusztulásakor a helység Somoskő várához tartozott és ekkor is a Szécsényi család volt a földesura.
Szécsényi László halála után, 1461-1481-ben Guthi Országh Mihály és Lossonczy Albert nyerték adományul.
1548-ban Lipthay János és Perkedy Mátyás, 1598-ban Forgách Zsigmond volt a helység birtokosa.
A török hódoltság alatt nagyon elnéptelenedett. 1715-ben már csak két, 1720-ban pedig hat háztartást írtak benne össze. A 18. század közepén a Fáy és a Ráday családok voltak a helység birtokosai.
Az 1770-es úrbéri rendezés alkalmával pedig báró Péterffy János, Kubinyi Gáspár és Gömöry János, de 1826-ban gróf Stahremberg Antal volt a birtokosa.
Az 1900-as évek elejének adatai szerint a határbeli kőszénbányatelepeket az Egyesült Kőszénbánya Részvénytársulat aknázta ki.
E helységhez tartoztak: Baglyasalja és Kővár bányatelep, Baglyasalja, Sóslápa, Szurdokalja és Krocsák-puszta, mely Dugdel-puszta néven is ismeretes volt.
A település komoly fejlődése akkor indult meg, amikor környékén szénlelőhelyekre bukkantak. Megépítették az óvodát és az iskolát, valamint a bányászok szórakoztatását szolgáló kaszinót és kultúrházat. Sorra épültek fel a bányászlakások (kolóniák). 1950 óta tartozik Salgótarjánhoz. A városrész a bányászat idejéig fontos iparvidék volt. Ma már eléggé lepusztult a városrész. Itt található a Ezüstfenyő Idősek Otthona.

## Látnivalók
- Szoborpark
- Bányakaszinó
- Katolikus templom

## Sportintézmények
- Nógrád Volán Baglyasalja Sportpálya[3]